# БИЧ-16
БИЧ-16 — орнитоптер-мускулолёт конструкции Бориса Черановского.

## Конструкция
Орнитоптер представлял собой подкосный моноплан, выполненный по схеме «летающее крыло». Подкосы были закреплены в центрах давления консолей крыла. Крыло было гибким. Машущий полёт осуществлялся за счёт колебания концов консолей относительно точек крепления подкосов.
На первоначальном варианте шасси отсутствовало. Посадка осуществлялась на ноги пилота. В процессе испытания выявились недостатки этого решения, поэтому в конструкцию была добавлена посадочная лыжа. Рули высоты одновременно выполняли роль элеронов.

## Технические характеристики
- Размах крыла — 8 м;
- Площадь крыла — 8 м²;
- Вес пустого — 34 кг;
- Экипаж — 1 человек.